# Patrick Tatopoulos
Patrick Tatopuolos (ur. 25 września 1957 w Paryżu) – greckiego pochodzenia specjalista od efektów specjalnych, scenograf.
Zasłynął głównie cyfrowo wykonywanymi efektami specjalnymi. Jego projektami są między innymi animacja Godzilli w filmie z 1998 oraz animacja obcych w filmie Pitch Black. Był też członkiem ekip filmów Szklana pułapka 4.0, Underworld: Evolution, Ja, robot czy Dzień Niepodległości. Był planowany na reżysera filmu Underworld 3.